# بابی لاک‌وود
بابی لاک‌وود (انگلیسی: Bobby Lockwood؛ زادهٔ ۲۵ مهٔ ۱۹۹۳) بازیگر انگلیسی است. او برای بازی در نقش میک کمپبل در خانه آنوبیس و نقش ریدیان موریس در خون گرگ شناخته شده است. او در سال ۲۰۲۱ در مجموعه تلویزیونی درام پزشکی بی‌بی‌سی وان، حادثه در نقش لئون کوک ظاهر شد.

## گزیده فیلم‌شناسی

### سینما
- ۱۰۱ سگ خالدار ۲ (۲۰۰۳)
- هانی ۳ (۲۰۱۶)
- دانکرک (۲۰۱۷)
- پاسگاه (۲۰۲۰)
- مسابقه آواز یوروویژن: داستان حماسه آتش (۲۰۲۰)
- خارج از حصار (۲۰۲۱)

### تلویزیون
- خانه آنوبیس (۲۰۱۱-۲۰۱۲)
- خون گرگ (۲۰۱۲-۲۰۱۴)
- پزشک‌ها (۲۰۱۸)
- حادثه (۲۰۲۱)

### تئاتر
- بر زدن - در نقش «دو»
- آدم برفی - در نقش «پسر» (نقش اصلی)

## جایزه‌ها
- جایزه کودکان آکادمی بریتانیا